# Роуз Боул (стадіон)
«Роуз Боул» (англ. Rose Bowl) — багатофункціональний стадіон у місті Пасадена, Каліфорнія, США.

## Загальний опис
Стадіон побудований протягом 1921—1922 років та відкритий 8 жовтня 1922 року. Перший матч прийняв 1 січня 1923 року. У 1929, 1949, 1998 та 2011 роках реконструйований. Визнаний пам'яткою історії Каліфорнії та США. Арена є 17-ю за потужністю у світі. Має власний турнір «Rose Bowl Game», фінали якого традиційно приймає. Стадіон приймав фінал Чемпіонату світу з футболу 1994 року. Із прилеглим гольфклубом «Brookside» арена входить до спорткомплексу Пасадени.
Стадіон приймав матчі в рамках Золотого кубка КОНКАКАФ 2017 року.